# Lista dos reis de Sabá e Himiar
Esta é uma lista dos governantes de Sabá e Himiar.
Mucarribe (Mukarrib, Mukrab, Karab), foi um título religioso que significa "próximo a Deus",  foi usado pelos governantes de Sabá até que Caribil Uatar II mudou seu título para Maleque na época do reino de Sabá e Du Raidã que foi estabelecido entre Himiaritas e Sabeus.  O título Tuba, que significa "aquele que segue o sol como uma sombra", foi usado pelos calamitas para se referir aos seus governantes. 

## Mucarribe de Sabá
|    | Mucarribe                 | Reinado                      | Notas                                                     |
| -- | ------------------------- | ---------------------------- | --------------------------------------------------------- |
| 1  | Iata Amr Baim I           | 950-1 000 a.C.               |                                                           |
| 2  | Iadail Baim I             |                              |                                                           |
| 3  | Sumuali Ianufe I          |                              |                                                           |
| 4  | Iata Amar Uatar I         |                              |                                                           |
| 5  | Iacribe Maleque Zari      |                              |                                                           |
| 6  | Iacribe Maleque Uatar I   |                              |                                                           |
| 7  | Sumuali Ianufe II         |                              |                                                           |
| 8  | Iadail Baim II            |                              |                                                           |
| 9  | Iata Amar Uatar II        |                              | Contemporâneo de Sargão II                                |
| 10 | Iada Abe I                |                              |                                                           |
| 11 | Iadail Baim III           |                              |                                                           |
| 12 | Iacribe Maleque Uatar II  |                              |                                                           |
| 13 | Iata Amar Baim II         |                              |                                                           |
| 14 | Caribil Uatar I           |                              | Contemporâneo de Senaqueribe                              |
| 15 | Iada Abe II               |                              |                                                           |
| 16 | Aque Carabe               |                              |                                                           |
| 17 | Sumuali I                 |                              | também conhecido como Sumuali Uatar                       |
| 18 | Iadail Dari I             | 490-470 a.C. c. 690-650 a.C. | filho de Sumuali I (#17)                                  |
| 19 | Sumuali Ianufe III        |                              | filho de Iadail Dari I (#18)                              |
| 20 | Iata Amar Uatar III       |                              | filho de Iadail Dari I (#18)                              |
| 21 | Iadail Baim IV            |                              | filho de Iata Amar Uatar III (#20)                        |
| 22 | Iadail Uatar I            |                              | filho de Iata Amar Uatar III (#20)                        |
| 23 | Zamir Ali Zari I          |                              | filho de Iadail Baim IV (#21)                             |
| 24 | Iata Amar Uatar IV        |                              | filho de Sumuali Ianufe neto de Iata Amar Uatar III (#20) |
| 25 | Carabil Baim I            |                              | filho de Iata Amar Uatar IV (#24)                         |
| 26 | Sumuali Ianufe IV         |                              | filho de Iata Amar Uatar IV (#24)                         |
| 27 | Zamir Ali Uatar           |                              | filho de Sumuali Ianufe IV (#26)                          |
| 28 | Sumuali Ianufe V          |                              | filho de Zamir Ali Uatar (#27)                            |
| 29 | Iata Amar Baim III        |                              | filho de Sumuali Ianufe V (#28)                           |
| 30 | Iacribe Maleque Uatar III |                              |                                                           |
| 31 | Zamir Ali Ianufe          |                              | filho de Iacribe Maleque Uatar III (#30)                  |

## Maleque de Sabá
|    | Maleque                  | Reinado      | Notas                                                   |
| -- | ------------------------ | ------------ | ------------------------------------------------------- |
| 32 | Caribil Uatar II         | 620-600 a.C. | filho de Zamir Ali Ianufe (#31)                         |
| 33 | Sumuali Zari             | 600-580 a.C. | filho de Caribil Uatar II (#32)                         |
| 34 | Caribil Uatar III        | 580-570 a.C. | filho de Sumuali Zari (#33)                             |
| 35 | Ilxari I                 | 570-560 a.C. | filho de Sumuali Zari (#33)                             |
| 36 | Iadail Baim V            | 560-540 a.C. | filho de Caribil Uatar III (#34)                        |
| 37 | Iacribe Maleque Uatar IV | 540-520 a.C. | filho de Iadail Baim V (#36)                            |
| 38 | Iata Amar Baim IV        | 520-500 a.C. | filho de Iacribe Maleque Uatar IV (#37)                 |
| 39 | Caribil Uatar IV         | 500-480 a.C. | filho de Iata Amar Baim IV (#38)                        |
| 40 | Sumuali Ianufe VI        | 480-460 a.C. | filho de Caribil Uatar IV (#39)                         |
| 41 | Iadail Baim VI           |              | filho de Caribil Uatar IV (#39)                         |
| 42 | Iata Amar Uatar V        |              | filho de Caribil Uatar IV (#39)                         |
| 43 | Ilxari II                | 460-445 a.C. | filho de Iadail Baim VI (#41)                           |
| 44 | Zamir Ali Baim I         | 445-430 a.C. | filho de Iadail Baim VI (#41)                           |
| 45 | Iadail Uatar II          | 430-410 a.C. | filho de Zamir Ali Baim I (#44)                         |
| 46 | Zamir Ali Baim II        | 410-390 a.C. | filho de Iadail Uatar II (#45)                          |
| 47 | Sumuali Ianufe VII       |              | filho de Zamir Ali Baim II (#46)                        |
| 48 | Caribil Uatar V          | 390-370 a.C. | Possivelmente filho de Zamir Ali Baim II (#46)          |
| —  | Desconhecido             | 370-350 a.C. |                                                         |
| 49 | Carabe Iuaném            | 350-330 a.C. | filho de Ham Atate                                      |
| 50 | Caribil Uatar VI         | 330-310 a.C. | filho de Carabe Iuaném (#49)                            |
| 51 | Uaabe Xançã / Iaiz I     | 310-290 a.C. | filho de Halique Amar ou Sarau                          |
| 52 | Anemar Iuamã I           | 290-270 a.C. | filho de Uaabe Xançã (#51)                              |
| 53 | Zamir Ali Zari II        | 270-250 a.C. | filho de Anemar Iuamã I (#52)                           |
| 54 | Naxa Carabe Iuamã        | 250-230 a.C. | filho de Zamir Ali Zari II (#53)                        |
| —  | Desconhecido             | 230-200 a.C. |                                                         |
| 55 | Nacir Iuaném             | 200-180 a.C. |                                                         |
| 56 | Zamir Ali Baim III       |              |                                                         |
| 57 | Uaabe Iaiz II            | 180-160 a.C. |                                                         |
| 58 | Caribil Uatar Iuaném I   | 160-145 a.C. | filho de Uaabe Iaiz II (#57)                            |
| 59 | Anemar Iuamã II          |              | filho de Uaabe Iaiz II (#57)                            |
| 60 | Iarim Aimim              | 145-115 a.C. | filho de Auçalate Rafexã; usurpou o trono com seu filho |
| 61 | Alhã Nafã                |              | filho de Iarim Aimim (#60)                              |
| 62 | Farã Ianabe              | 130-125 a.C. | Conseguiu recuperar parcialmente o trono legítimo       |

## Reis de Sabá & Du Raidã
|    | Rei                        | Reinado | Notas |
| -- | -------------------------- | ------- | --- |
| 63 | Xarã Autar                 |         | filho de Alhã Nafã (#61). Contemporâneo de Ilxari Iadibe (# 64) ambos constituíram cortes opostas                                                                                                |
| 64 | Ilxari Iadibe              |         | filho de Farã Ianabe (#62). Ele provavelmente era o Ilsaro relatado pelo historiador grego Estrabão em sua obra Geografia . Contemporâneo de Xarã Autar (# 63) ambos constituíram cortes opostas |
| 65 | Iazil Baim                 |         | filho de Farã Ianabe (#62). Aliou-se a seu irmão Ilxari Iadibe (#64) contra Xarã Autar (#63) |
| 66 | Haiu Atar Iazi             |         | provavelmente filho de Xarã Autar (#63) |
| 67 | Caribil Uatar Iuaném II    |         | filho de Haiu Atar Iazi (#66). Provavelmente o Caribael do Périplo do Mar Eritreu, dominou os principais portos da Azânia (na Costa Suaíli) através de um vassalo em Sabá                        |
| 68 | Uatar Iuamim               |         | filho de Ilxari Iadibe (#64). |
| 69 | Zamir Ali Zari III         |         | filho de Caribil Uatar Iuaném II (#67) |
| 70 | Naxa Carabe Iuamim Iuaribe |         | filho de Ilxari Iadibe (#64). |
| 71 | Caribil Baim II            |         | filho de Caribil Uatar Iuaném II (#67) |
| 72 | Iacir Iuasdique            |         | |
| 73 | Sade Xamece Asri           |         | filho de Ilxari Iadibe (#64). |
| 74 | Murtide Iuamide            |         | filho de Sade Xamece Asri (#73) |
| 75 | Zamir Ali Iabir I          |         | filho de Iacir Iuasdique (#72) |
| 76 | Tarim Iaibe Iuanim         |         | filho de Zamir Ali Iabir I (#75) |
| 77 | Zamir Ali Iabir II         |         | filho de Tarim Iaibe Iuanim (#76) |
| 78 | Xandar Iuanim              |         | |
| 79 | Andã Baim Iuacbiz          |         | |
| 80 | Hutar Atate Iafixe         |         | |
| 81 | Carabe Atate Iuacbiz       |         | |
| 82 | Xaar Aimim                 |         | |
| 83 | Rabe Xamece Nanrã          |         | |
| 84 | Elez Naufã Iuasdique       |         | |
| 85 | Sade Um Nanrã              |         | |
| 86 | Iacir Iuaném               |         | |

## Reis de Sabá & Du Raidã & Hadramaute & Iamnate &Himiar
|    | Rei                      | Reinado | Notes                                |
| -- | ------------------------ | ------- | ------------------------------------ |
| 87 | Xamar Iarixe             | 275-300 | filho de Iacir Iuaném (#86)          |
| 88 | Iarim Iuaribe            |         | filho de Xamar Iarixe (#87)          |
| 89 | Iacir Iuanim III         |         | filho de Xamar Iarixe (#87)          |
| 90 | Tarim Aifi               |         | filho de Iacir Iuanim III (#89)      |
| 91 | Daraamar Aimã I          |         | filho de Iacir Iuanim III (#89)      |
| 92 | Caribil Uatar Iuaném III |         |                                      |
| 93 | Tarim Iacribe            |         | filho de Xamar Iarixe (#87)          |
| 94 | Zamir Ali Iabir III      |         | filho de Tarim Iacribe (#93)         |
| 95 | Tarim Iuanim             |         | filho de Zamir Ali Iabir III (#94)   |
| 96 | Maliqui Carabe Iuamim    |         | filho de Tarim Iuanim (#95)          |
| 97 | Daraamar Aimã II         |         | filho de Maliqui Carabe Iuamim (#96) |

## Reis de Sabá, Du Raidã, Hadramaute, Iamnate e outros reinos Árabes, em Taudum (o Alto Platô) e em Tiamate
|     | rei                | Reinado | Notas |
| --- | ------------------ | ------- | --- |
| 98  | Abu Caribe         | 390–420 | Identificado como Abu Carabe Açade, filho de Maliqui Carabe Iuamim (#96)                                                                                                |
| 99  | Haçane Iuamim      | 420–428 | Identificado como Haçane Iuamim, filho de Abu Caribe (# 98) ; |
| 100 | Xarabil Iafar      | 428–457 | Identificado como Anre ('Amr), o filho de Abu Caribe (# 98); |
| 101 | Abede Calal        | 457-??? | Identificado como Abede Calil, Abde-Calal ou Du Raim na tradição Árabe                                                                                                  |
| 102 | Xarabil Iquefe     |         | filho de Haçane (#99) na tradição Árabe |
| 103 | Mudi Carabe Ianim  |         | filho de Xarabil Iquefe (#102); |
| 104 | Laia Ianufe        |         | filho de Xarabil Iquefe (#102); |
| 105 | Naufim             |         | filho de Xarabil Iquefe (#102) |
| 106 | Martadilã Ianufe   |         | Identificado como Martade ibne Abde Calal (#101) na tradição Árabe |
| 107 | Cania Ianufe       | 490-517 | Identificado como Du-Xanatir na tradição Árabe |
| 108 | Iúçufe Assar Iatar | 517–527 | filho de Laia Ianufe (# 104); assassinou Ianufe Di-Hasba (#107) ; seu nome era Madicaribe Iafur antes da conversão, Identificado como Dunaas (Dunuas) na tradição Árabe |
| 109 | Sulaifa Axua       | 527-531 | conhecido como Esimifeu. Empossado pelo rei Elesbão (Calebe) de Axum |
| 110 | Abramo             | 531-553 | restituiu parcialmente a independência de Himiar |